# Wayne Robson
Wayne Robson (* 29. April 1946 in Vancouver, British Columbia; † 4. April 2011 in Stratford,
Ontario) war ein kanadischer Schauspieler.

## Leben
Robson begann seine Schauspielkarriere 1966, als er im Alter von 20 Jahren erstmals auf einer Theaterbühne auftrat. Sein Filmdebüt hatte er 1971 in Robert Altmans in Vancouver gedrehten Anti-Western McCabe & Mrs. Miller, als er neben Warren Beatty und Julie Christie in einer kleinen Nebenrolle als Barkeeper auftrat. In den 1970er Jahren spielte er hauptsächlich in kleineren, lokalen Produktionen. Erst 1980 trat er wieder in einer größeren Filmproduktion auf, und zwar in der auf Malta gedrehten Filmkomödie Popeye – Der Seemann mit dem harten Schlag mit Robin Williams in der Titelrolle. 1982 hatte Robson neben Richard Farnsworth eine größere Nebenrolle als Shorty Dunn in Pillip Borsos’ Western Der Fuchs, wofür er eine Nominierung für den Genie Award erhielt. 1984 spielte er in Richard Lesters Komödie Der Chaos-Express und im Jahr darauf in der Disney-Produktion Wenn Träume wahr wären. 1988 wurde Robson für seine Darstellung in der kanadischen Fernsehproduktion ...und tot bist du mit dem Gemini Award ausgezeichnet. Ab 1989 arbeitete er auch als Synchronsprecher. Zunächst war er in dreizehn Episoden der Zeichentrickserie Babar zu hören, im Jahr darauf sprach er die Rolle des Frank in der Disney-Produktion Bernard und Bianca im Känguruhland. Zwischen 1991 und 1992 sprach er in der Zeichentrickserie Tim und Struppi den Professor Balduin Bienlein. Zu seinen Spielfilmauftritten in den 1990er Jahren zählten die Stephen-King-Adaption Dolores und der Horrorfilm Cube. Zu großer Popularität in seiner kanadischen Heimat kam er durch seine Rolle des Mike Hamar in der Sitcom The Red Green Show, die er zwischen 1994 und 2005 in 56 Folgen darstellte.
Robson starb am 4. April 2011 während seiner Proben für The Grapes of Wrath beim Stratford Festival in Stratford, Ontario, Kanada, an einem Herzinfarkt, nur fünfundzwanzig Tage vor seinem 65. Geburtstag. Er hinterließ seine Frau Lynn, einen Sohn und eine Tochter. Sein Sohn Louis McKeen Robson, der mit seinem Vater an der Red Green Show beteiligt war, starb am 25. Dezember 2016.

## Filmografie (Auswahl)
- 1971: McCabe & Mrs. Miller
- 1980: Popeye – Der Seemann mit dem harten Schlag (Popeye)
- 1982: Der Fuchs (The Grey Fox)
- 1983: Boys and Girls
- 1984: Flucht zu dritt (Mrs. Soffel)
- 1984: Der Chaos-Express (Finders Keepers)
- 1985: Wenn Träume wahr wären (One Magic Christmas)
- 1987: Dead of Winter
- 1989: Pfui Teufel – Daddy ist ein Kannibale (Parents)
- 1990: Bernard und Bianca im Känguruhland (The Rescuers Down Under)
- 1991: Bingo – Kuck mal, wer da bellt! (Bingo)
- 1995: Dolores (Dolores Claiborne)
- 1996: Gestohlene Herzen (Two If by Sea)
- 1996: Sindbads Abenteuer (Staffel 1, Folge 1 & 2)
- 1997: Cube
- 1997: Der Gejagte (Affliction)
- 1998: PSI Factor – Es geschieht jeden Tag (PSI Factor – Chronicles of the Paranormal, Fernsehserie, 1 Folge)
- 2000: Relic Hunter – Die Schatzjägerin (Relic Hunter, Fernsehserie, 1 Folge)
- 2001: Nora Roberts – Heimkehr in den Tod (Nora Roberts’ Sanctuary)
- 2002: Interstate 60
- 2003: Cold Creek Manor – Das Haus am Fluss (Cold Creek Manor)
- 2003: Wrong Turn
- 2004: Willkommen in Mooseport (Welcome to Mooseport)
- 2007: Wrong Turn 2: Dead End
- 2008: Der unglaubliche Hulk (The Incredible Hulk)
- 2009: Der Seewolf (Sea Wolf)
- 2010: Murdoch Mysteries (Fernsehserie, 1 Folge)

## Auszeichnungen
- 1983: Genie-Award-Nominierung für Der Fuchs
- 1988: Gemini Award für ...und tot bist du
- 1990: Gemini-Award-Nominierung für E.N.G.
- 1990: Genie-Award-Nominierung für Bye Bye Blues
- 1994: Gemini Award für The Diviners
- 2000: Gemini-Award-Nominierung für The Red Green Show
- 2001: Gemini-Award-Nominierung für The Red Green Show
- 2006: Gemini-Award-Nominierung für The Red Green Show